# Pauesia orientalis
Pauesia orientalis är en stekelart som beskrevs av Das och Chakrabarti 1989. Pauesia orientalis ingår i släktet Pauesia och familjen bracksteklar. Inga underarter finns listade i Catalogue of Life.